# バルバラーノ・ヴィチェンティーノ
バルバラーノ・ヴィチェンティーノ（伊: Barbarano Vicentino）は、イタリア共和国ヴェネト州ヴィチェンツァ県バルバラーノ・モッサーノに属する分離集落（フラツィオーネ）。
かつては独立したコムーネであったが、2018年2月17日にモッサーノと合併して新自治体の一部となった。

## 地理

### 位置・広がり

#### 隣接コムーネ
コムーネとしてのバルバラーノ・ヴィチェンティーノは、以下のコムーネと隣接していた。括弧内のPDはパドヴァ県所属を示す。
- アルベットーネ
- アルクニャーノ
- モッサーノ
- ロヴォローン (PD)
- ヴィッラーガ
- ゾヴェンチェード